# Raccontami di te (singolo)
Raccontami di te è una canzone di Marco Masini, scritta con Giuseppe Dati e presentata dal cantautore al Festival di Sanremo 2000, classificandosi al 15º posto (ovvero penultimo) nella sezione "Campioni".
È inserita nell'album omonimo, pubblicato in contemporanea al Festival.

## Tracce
1. Raccontami di te – 4:08